# Donner
A Donner (vagy Donnerváros) Kaposvár egyik déli városrésze. Nevét az egykori kocsmárosról és sörfőzőmesterről, Donner Jánosról kapta, aki az elsők között telepedett le itt, majd nyitotta meg sörfőzdéjét és kocsmáját. A mai értelemben vett városrész első házai a 19. század közepén épültek. A 20. század elejére jelentős számban költöztek a városrészbe színészek, így igen pezsgő kulturális élet zajlott itt. Jelenleg a városrész Kaposvár egyik külvárosi negyede, elsősorban családi házakkal és földszintes társasházakkal találkozhatunk itt.

## Fekvése
A Belvárostól délre helyezkedik el. Északi határának a vasútvonalakat tekinthetjük. Nagyrészt dimbes-dombos a városrész, Kaposvár hét dombjából itt található a Róma-, illetve a Lonka-hegy is.

## Története

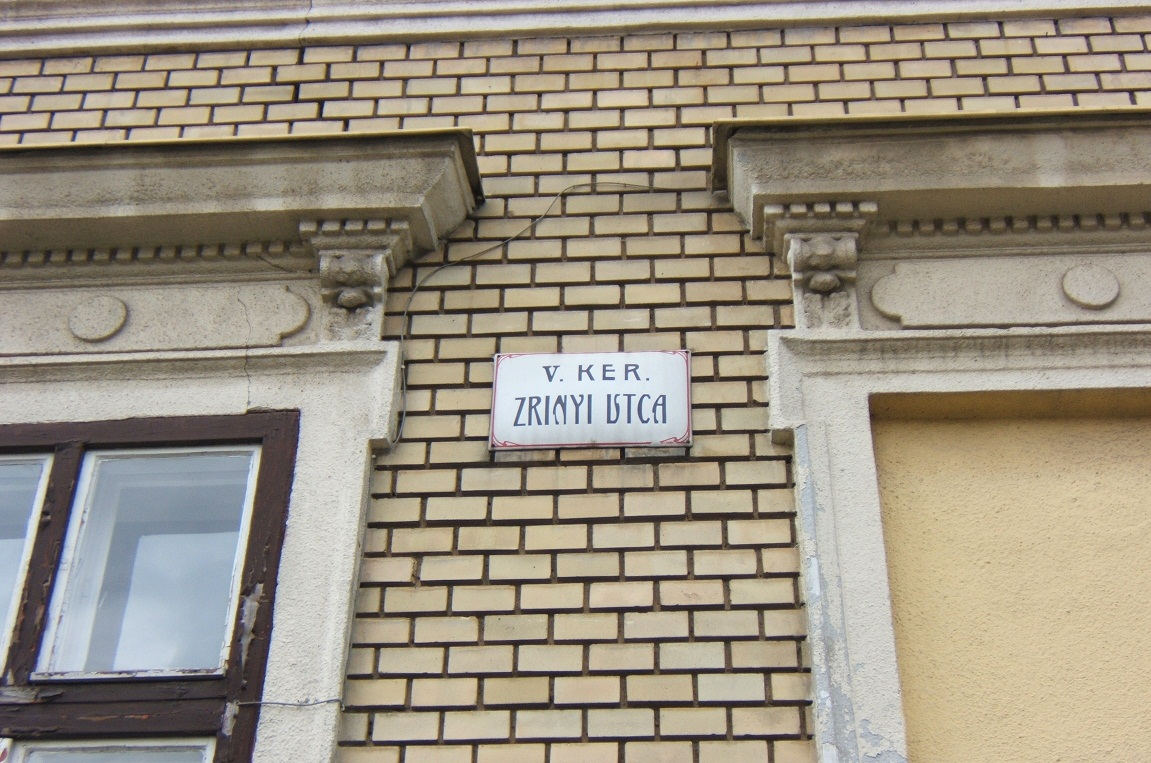
Régi, kerületes utcanévtábla

Az 1824-es, svájci születésű Donner János serfőzőmester 1857-ben vásárolta meg a Kapostól délre eső silány minőségű, bozótos, mocsaras területeket és itt építette fel a városrész második lakóházát, a svájci boronaházak mintájára. A lakóház ma is áll még a Zrínyi utca és a Kálvária utca sarkán, melynek falán emléktábla őrzi a sörfőzőmester emlékét. A lakóházzal szemben építette fel a sörfőzdéjét, amit mára már lebontottak. A Donner-ház az idők során volt katonai raktár, pékség, lakóház, de Donner nevét megtartotta, jelenleg a donneri könyvtár működik az épületben. Itt alakult meg a donneri asztaltársaság, a tréfáiról, szellemességéről híres Németh Károly városi orvos vezetésével. Ha a kaposváriak jól akartak szórakozni, csak azt mondták: „átmegyünk a Donnerhoz”, így maradt rajta a Kaposon túli földeken és a később épülő utcákon a Donner név.
Donner János a Kapos folyón túli hatalmas földterületét 1863-ban felparcellázta, majd eladta. A városrész fejlődése a 19. század közepén kezdődött. A városrész jellegzetes lakóházai először a mai Bartók Béla utcában (akkor Sétatér utca) kezdtek felépülni és egy-két évtized alatt csinos lakóházakkal lett tele a környék. A viszonylag gyors lakosságnövekedés miatt szükségessé vált egy elemi iskola, így hamarosan felépült a Sétatatéri iskola. A Donner utca volt az első a városrészben, ez a mai Zrínyi utca eleje. Nem Sétatér, hanem Kálvária utca volt egyébként először a mai Bartók Béla utca neve.
1860-ban Tomics Károly cukrász a Donnerben nyitotta meg Kaposvár első cukrászdáját, a Paraplit.
Jelenleg is Kaposvár kellemes kertvárosi negyede ez a városrész, mely az egyik legrégebbi része Kaposvárnak. A második világháborúig Kaposvár is kerületekre volt osztva, Donnerváros ebben az időszakban az V. kerület nevet is viselte, melyet északról a belvárost jelölő I., nyugatról pedig a cseri VI. kerület határolt. A donneri könyvtár épületén lévő utcatáblán a mai napig megfigyelhető az V. kerület felirat.

## Híres emberek
- Itt élt Donner János sörfőző, a városrész névadója
- Rippl-Rónai József ebben a városrészben élt és dolgozott hosszú időn keresztül
- Ebből a városrészből indult a Boys on the Docks zenekar
- Itt született Király Béla (1912-2009) magyar vezérezredes, hadtörténész, politikus, az MTA külső tagja

## Sport

### Labdarúgás
Kaposváron a 20. század elején számos labdarúgó-egyesület alakult. 1920-ban megalakult a Donnervárosi Levente Testedző Egyesület, de az egyesület nem volt hosszú életű, ugyanis a Magyar Professzionalista Labdarúgók Szövetségének 1926-os megalakulásakor összeolvadt a Kaposvári MÁV csapatával és Kaposvári AC néven indultak a bajnokságban. A városrész azonban csak rövid ideig volt labdarúgócsapat nélkül, mert hamarosan megalakult a Donnervárosi FC. Ez az amatőr csapat egészen a második világháború végéig volt aktív, később beolvadt a Kaposvári Dózsába.

### Tenisz
A vasút és a Kapos folyó közötti területen 1995-ben kezdődött meg egy salakos teniszpálya építése, amit 1996-ban adtak át végül egy további pályával és egy klubházzal kiegészülve. 1998 óta a Donner Sport Klub üzemelteti a létesítményt.

## Nevezetességei

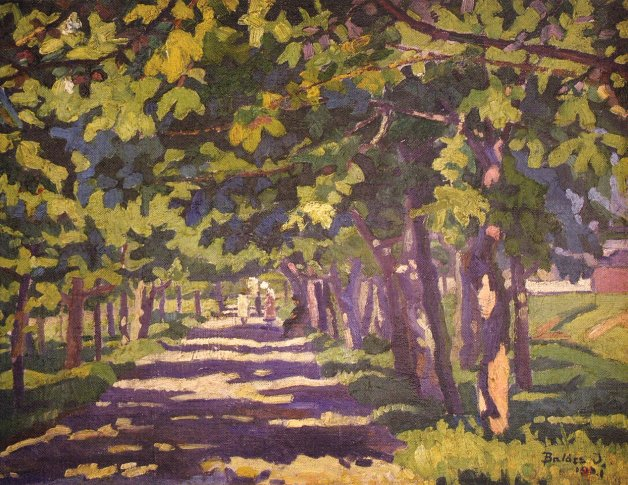
A Jókai liget (Sétatér) Balázs János festményén

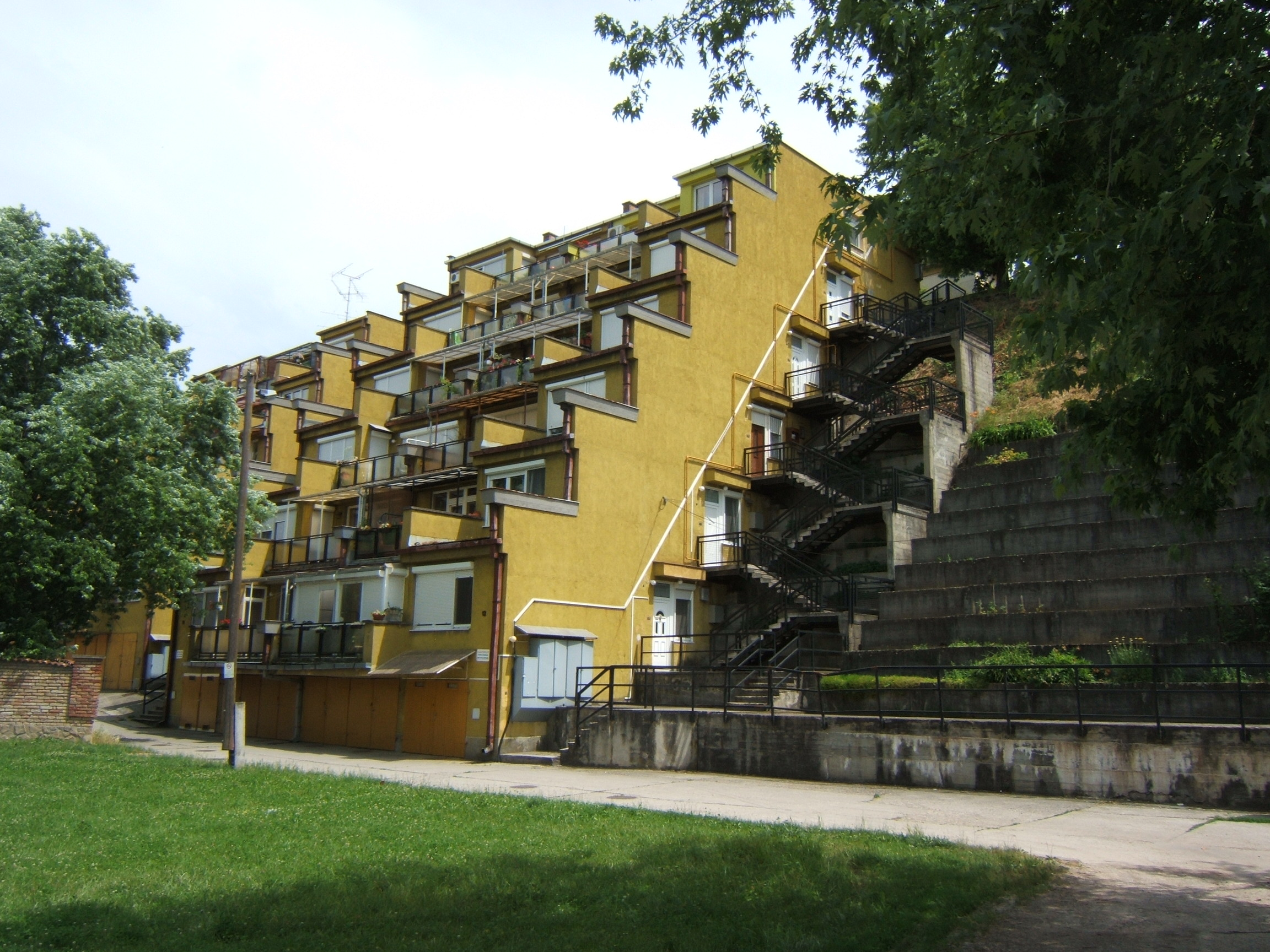
A teraszház

### Jókai liget
1836-ban a Kapos folyó szabályozása után remek terület kínálkozott Kaposvár első parkjának létrehozására. Czindery László a szabályozás által felszabaduló Gilicemajor földjét találja alkalmasnak erre a célra. A Kapos folyót Kaposvárnál kettéválasztották, ezáltal a városon belül egy hosszú szigetféle keletkezett. A két folyórész közötti területet és a Malom-csatornától északra eső (ma a vasút van itt) részeket fel kellett tölteni. Terveit a saját költségén valósította meg. A feltöltés után a területet füvesítették. Ezt hívta a kaposvári nép zsibagyöpnek, mivel itt legeltette az állatait. 1840 és 1845 között megtörtént a park fásítása. A fák megvásárlásáról gróf Niczky György gondoskodott, közöttük az akkor még ritkaságnak számító platánok is voltak. A földmunkákat a megye rabjaival végeztették el.
A park kezelését később a város megbízásából Ladányi György vállalta fel. 1871-ben a rongálások megfékezésére egy 80 éves pandúrt foglalkoztattak. 1879-ben minden idők legnagyobb árvize vonult le a Kaposon. a fák között dögök hevertek. 1888-ban felújították a parkot, és megépítették az arénát, vagyis a nyári színkört. 1889-ben megalakult a Sétatér Szépítő Egyesület, elnöke Ujváry Ferenc apátplébános lett. 1895-ben a sétakertet megnagyobbították, fenyőfákkal ültette be Babochay Kálmán patikus.

### Kálvária
A mai Kálvária utcában álló kápolna 1893-ban épült, ez volt a városrész egyetlen temploma, egészen 1947-ig. Homlokzata eklektikus stílusban épült. Kertjében megtalálható a 14 szabadtéri stáció, melyek Jézus keresztútjának eseményeit mutatják be. A kápolna jellemzően csak a húsvéti ünnepek alatt látogatható.

### További nevezetességek
- Szent Kereszt római katolikus templom
- Somogy Vármegyei Levéltár
- Korábban itt működött egy olyan téglagyár, amit műemléki védelem alá helyeztek, de mára ezt lebontották
- Volt transzformátorház a Szigetvári utcában (Lamping József tervezte)
- Érdekes építészeti kincs a donneri teraszház
- Virágfürdő
- Söröskorsó-szökőkút (Donner János sörfőzőre, a városrész alapítójára utal, 2009-ben állították)

## Tömegközlekedés
Donnert az alábbi helyi járatú buszok érintik:
| Járatszám | Útvonal |
| --------- | --- |
| 4B        | Helyi autóbusz-állomás - Berzsenyi u. felüljáró - 67-es út - Koppány vezér u.                                                                |
| 5         | Helyi autóbusz-állomás - Berzsenyi u. felüljáró - Bartók B. u. - Táncsics M. u. - 67-es út - Berzsenyi u. felüljáró - Helyi autóbusz-állomás |
| 14        | Helyi autóbusz-állomás - Berzsenyi u. felüljáró - Kapos-Zselic kertváros - Töröcske                                                          |
| 15        | Helyi autóbusz-állomás - Berzsenyi u. felüljáró - Szigetvári u. - Lonkahegy                                                                  |